# Artur Chrzonowski
Artur Chrzonowski (ur. 20 listopada 1976 w Gdańsku) – polski futsalista, piłkarz, trener.

## Życiorys
W futsalu był zawodnikiem Unisoft Gdynia, Holiday Chojnice i Red Devils Chojnice. Z Holidayem zdobył Puchar Polski i wicemistrzostwo Polski. W Red Devils pełnił funkcję grającego trenera. W 2011 roku został zwolniony z Red Devils i zakończył karierę w futsalu.
Jako piłkarz był zawodnikiem Lechii Gdańsk, Unii Tczew, Sparty Brodnica, Olimpii Elbląg, Wierzycy Pelplin, a obecnie jest grającym trenerem Czarnych Ostrowite. W Lechii Gdańsk rozegrał w sumie 68. spotkań, w których strzelił trzy bramki.